# Ignaz Zibermayr
Ignaz Zibermayr (* 2. Juni 1878 in St. Florian bei Linz; † 18. Oktober 1966 in Linz) war ein österreichischer Historiker und Archivar.

## Leben
Ignaz Zibermayr wurde als Sohn eines St. Florianer Gastwirtehepaares geboren. Er studierte Geschichte an den Universitäten München und Wien bei Ludwig Traube und Oswald Redlich. Er war ab 1898 Mitglied der katholischen Studentenverbindung KaV Norica Wien.
Nach Absolvierung des Instituts für österreichische Geschichtsforschung in Wien und einem Aufenthalt am historischen Institut in Rom war er von 1903 bis 1946 Leiter des Oberösterreichischen Landesarchivs und baute dieses vom Einmannbetrieb zu einer wissenschaftlichen Zentrale der Landesgeschichte aus.
Von 1922 bis 1938 war er Präsident des Oberösterreichischen Musealvereins. 1945 wurde er Mitglied der Österreichischen Akademie der Wissenschaften. Zibermayr verfasste zahlreiche wissenschaftliche Publikationen zur Geschichte Oberösterreichs.

## Publikationen
- Aus meinem Leben. Linz 1935.
- Noricum, Baiern und Österreich. Lorch als Hauptstadt und die Einführung des Christentums. Linz 1944.
- Das Oberösterreichische Landesarchiv in Linz. Linz 1961.

## Auszeichnungen
- Benennung der Zibermayrstraße in Linz-Oed